# 1552 en science
| Années de la science : 1549 - 1550 - 1551 - 1552 - 1553 - 1554 - 1555    |
| Décennies de la science : 1520 - 1530 - 1540 - 1550 - 1560 - 1570 - 1580 |

Cet article présente les faits marquants de l'année 1552 en science.

## Événements
- 31 août : Ambroise Paré devient chirurgien du roi de France[1].

## Publications
- Rembert Dodoens : De frugum historia, 1552 ;
- Charles Estienne : La guide des Chemins de France, Charles Estienne, 1552 (présentation en ligne) ;
- Bartolomeo Eustachi : Tabulae anatomicae, Venise, 1552 ;
- Thierry de Héry : La Méthode Curatoire de la maladie vénérienne vulgairement appelée grosse Vérole et de la diversité de ses symptômes. Arnoul L'Angelier. 1552, Paris, Nicolas Pepingué, 1660. C'est le premier ouvrage français sur la syphilis ;
- Ambroise Paré : La Manière de traicter les playes faictes tant par hacquebutes que par flèches et les accidentz d'icelles, comme fractures et carie des os, gangrène et mortification avec les pourtraictz des instrumentz nécessaires pour leur curation et la méthode de curer les combustions principalement faictes par la pouldre à canon. Veuve Jean de Brie, Paris, 1552-1553 ;
- Edward Wotton : De differentis animalium, 1552.
- Martín de la Cruz (es) : Libellus de medicinalibus indorum herbis

## Naissances

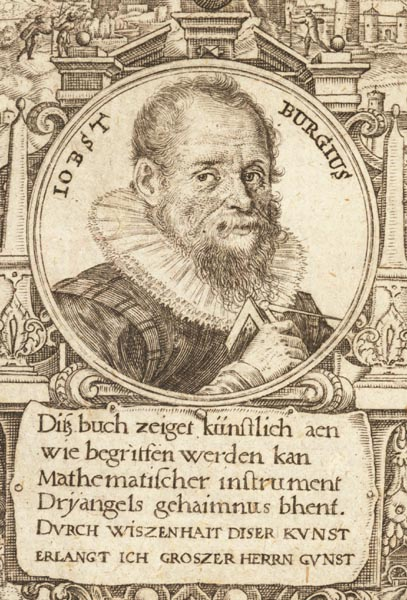
Jost Bürgi

- 28 février : Jost Bürgi (mort en 1632), horloger, et constructeur d'instruments suisse.
- 14 août : Paolo Sarpi (mort en 1623), scientifique vénitien.
- 20 septembre : Lorenz Scholz von Rosenau (mort en 1599), médecin et botaniste allemand.

- Petrus Plancius (mort en 1622), commerçant néerlandais qui s'illustra en théologie, géographie et astronomie.
- Luca Valerio (mort en 1618), mathématicien italien.
- Vers 1552 : Walter Raleigh (mort en 1618), écrivain, poète, courtisan, officier et explorateur anglais.

## Décès
- 21 avril : Petrus Apianus (né en 1495), astronome et mathématicien allemand.
- 18 mai : Theodoricus Dorstenius (né en 1492), médecin allemand[2].
- 26 mai : Sebastian Münster (né en 1488), savant humaniste allemand[3].
- 12 novembre : Jodocus Willich (né en 1501), médecin et humaniste allemand[4].
- 11 décembre : Paul Jove (né en 1483), médecin, historien et ecclésiastique italien.